# Strtenica
Strtenica je naselje v Občini Šmarje pri Jelšah.